# Celmeccia, Cetatea Albă
Celmeccia (în ucraineană Гончарівка, transliterat: Honcearivka) este un sat în comuna Cazaci din raionul Cetatea Albă, regiunea Odesa, Ucraina.

## Demografie
Componența lingvistică a localității Celmeccia
     Ucraineană (75,12%)
     Română (15,49%)
     Rusă (7,51%)
     Bulgară (1,88%)
Conform recensământului din 2001, majoritatea populației localității Celmeccia era vorbitoare de ucraineană (75,12%), existând în minoritate și vorbitori de română (15,49%), rusă (7,51%) și bulgară (1,88%).